# Ordre des avocats de Brive-la-Gaillarde
Barreau de Brive-la-Gaillarde
 (avril 2020).
L'ordre des avocats (ou barreau) de Brive-la-Gaillarde est une organisation professionnelle d'avocats.

## Bâtonniers
- 17 novembre 1875 : Maturié[1]

[...]
- depuis 2021 : Aurélie Pinardon[2]